# Ь
Ь, comumente chamado de pronúncia suave ou sinal suave (em russo: мягкий знак, "acento de moleza"; em búlgaro: ер малък, "Er pequeno","Er original"), é um símbolo do alfabeto cirílico, que indica a suavização (ou palatização) da consoante que o antecede.
Originalmente, no antigo eslavo eclesiástico, representava uma vogal curta similar a i; nos modernos sistemas de escrita cirílicos (todos os idiomas eslavos orientais mais o búlgaro e o eslavo eclesiástico), porém, não representa mais um som em particular, e sim a palatalização da consoante anterior ou apenas um indicativo ortográfico tradicional, sem qualquer significado fonético (como o russo туш, "fanfarra", e тушь, "tinta nanquim", ambos pronunciados [tuʃ], porém diferentes em gênero gramatical e declinação.
Também pode ter a função de um "sinal separador": no russo, as vogais com a pronúncia suave são pronunciadas separadamente da consoante que as precedem, e são palatalizadas: compare льют [lʲjut], "eles despejam", e лют [lʲut], "(ele é) feroz". Ou seja, o símbolo tem mais a função de modificar as letras a seu redor do que funcionar ele próprio como uma letra.
Ao contrário do Ъ (yer) normal (o "sinal duro", no russo), a separação feita pelo sinal suave é apenas parcial, o que quer dizer que ele modifica o som tanto das letras que o precedem, bem como as que o seguem. É por isto que é mais correto, ortograficamente, grafar подъезд (pod'yezd, "varanda"), do que подьезд (podjyezd), onde o д acabaria sendo pronunciado como [dʲ].
Entre todas as línguas eslavas, o uso do sinal suave é mais limitado no idioma búlgaro: desde 1945, a única posição onde o símbolo é utilizado é entre as consoantes e a vogal о (por exemplo, em nomes como Жельо, Кръстьо, Гьончо etc.).
A variante cirílica do servo-croata (Vukovica) não tinha o símbolo até o meio do século XIX; a palatalização era representada, até então, através de diversas consoantes (algumas destas letras, como Њ (nye) ou Љ (lye), foram criados como ligaduras com o sinal suave). O atual alfabeto macedônio, criado em 1944 e baseado na variante servo-croata, nunca teve o sinal.
Nenhuma palavra começa com ele, e, sob regras ortográficas normais, não possui forma maiúscula[carece de fontes?]. No entanto, as fontes tipográficas cirílicas normalmente fornecem uma forma maiúscula, tanto para o uso das opções de utilização somente das maiúsculas como para ser utilizada nas impressões de números de série (como as séries impressas nas notas de dinheiro soviéticas) e índices (por exemplo, existia um antigo tipo de locomotiva a vapor russa marcada como "Ь".
Na romanização das palavras em cirílico, a pronúncia suave é substituída quase sempre por apóstrofes, ou simplesmente ignorada (especialmente quando em posição final; por exemplo, Тверь é transliterada como Tver, e Обь como Ob).